# Scream (série de televisão)
Scream (também conhecida como Scream: The TV Series) é uma série de televisão americana antológica desenvolvida por Jill Blotevogel, Dan Dworkin e Jay Beattie para a MTV e Brett Matthews para a VH1. É baseada na franquia de filmes de terror de mesmo nome, criada por Kevin Williamson e Wes Craven. A série é produzida pela Dimension Television e MTV Production Development. Foi filmada anteriormente na Luisiana, em locais como Baton Rouge e Nova Orleans. Blotevogel e Jaime Paglia serviram originalmente como showrunners durante a primeira temporada antes de serem substituídos por Michael Gans e Richard Register na segunda temporada, por causa de diferenças criativas.
No dia 29 de julho de 2015, a MTV renovou Scream para uma segunda temporada, com data de estreia marcada para 30 de maio de 2016. O último episódio da primeira temporada, intitulado "Revelations", prestou homenagem ao diretor da série de filmes Wes Craven, que faleceu no dia 30 de agosto de 2015. A segunda temporada da série estreou em 30 de maio de 2016 na MTV.
Em 14 de outubro de 2016, a MTV renovou a série para uma terceira temporada de 6 episódios, programada para estrear em 2019 ou 2020. Em 26 de abril de 2017, a MTV anunciou que a série começaria do zero a partir da terceira temporada, com um novo elenco e uma nova produção. Como parte do processo de reinicialização da série, foi revelado que Brett Matthews seria o showrunner principal. Além disso, também foi revelado que Queen Latifah, Shakim Compere e Yaneley Arty seriam adicionados como produtores executivos da série. Tyga, C.J. Wallace, Keke Palmer, Giorgia Whigham, RJ Cyler, Jessica Sula, Giullian Yao Gioiello e Tyler Posey foram anunciados como membros do elenco principal na terceira temporada. A terceira e última temporada, intitulada Scream: Resurrection, estreou em 8 de julho de 2019.
No Brasil, a primeira e a segunda temporada estão disponíveis através do serviço de streaming, Netflix.

## Atores e Personagens
- Willa Fitzgerald como Emma Duval
- Bex Taylor-Klaus como Audrey Jensen
- Carlson Young como Brooke Maddox
- John Karna como Noah Foster
- Santiago Segura como Gustavo Acosta
- Max Lloyd-Jones como Tyler O'Neill
- Bella Thorne como Nina Patterson
- Sosie Bacon como Rachel Murray
- Brianne Tju Como Riley Marra
- Connor Weil como Will Belmont
- Bryce Romero como Grayson Pfeiffer
- Tom Maden como Jake Fitzgerald
- Haley Meyers como Mary Katherine Duhon
- Kiana Ledé como Zoë Vaughn
- Sean Grandillo como Eli Hudson
- ia Rose Blaire como Piper Shaw
- Amadeus Serafini como Kieran Wilcox

## Premissa

### 1ª–2ª temporada
As duas primeiras temporadas, ambientadas na cidade fictícia de Lakewood, seguem a história de Emma Duval, uma adolescente ligada aos horríveis acontecimentos do passado da cidade. Quando a principal obsessão do assassino começa a tomar forma após um assassinato brutal no presente, Emma se encontra no centro de um perigo iminente. Com sua família e amigos em perigo, ela se propõe a descobrir os mistérios sombrios da cidade e desmascarar a identidade do assassino mascarado de Lakewood.

### 3ª temporada
A terceira temporada segue a história de Deion Elliot, uma estrela do futebol local em Atlanta, que é atormentado pelos acontecimentos de seu passado trágico. Enquanto o Ghostface usa seus segredos mais sombrios contra ele mesmo e continua com uma chuva de assassinatos, Deion não só perde seu futuro, mas também a vida de seus amigos e familiares, que podem acabar sendo vítimas em potencial do notório e infame assassino.

## Episódios
| Temporada | Temporada | Episódios | Episódios | Originalmente exibido | Originalmente exibido |
| Temporada | Temporada | Episódios | Episódios | Estreia da temporada  | Final da temporada    |
| --------- | --------- | --------- | --------- | --------------------- | --------------------- |
|           | 1         | 10        | 10        | 30 de junho de 2015   | 1 de setembro de 2015 |
|           | 2         | 14        | 14        | 30 de maio de 2016    | 18 de outubro de 2016 |
|           | 3         | 6         | 6         | 8 de julho de 2019    | 10 de julho de 2019   |

### 1.ª Temporada (2015)
A jovem Emma Duval começa a ser perseguida por um misterioso assassino, na pacata cidade de Lakewood, e fará de tudo para descobrir sua identidade. Enquanto isso, ela terá que lidar com a descoberta de segredos do passado de sua mãe, enquanto todos os seus amigos estão sendo perseguidos pelo misterioso assassino, que diz saber de todos os seus segredos e mentiras, prometendo revelar toda a verdade para Emma quando chegar a hora do "grand finale".

### 2.ª Temporada (2016)
Após ficar 3 meses em um retiro, Emma volta a Lakewood, mas seus amigos estão preocupados se ela realmente superou os horrores causados no passado. Enquanto isso, Audrey recebe ameaças assustadoras de alguém que sabe o que ela fez, e Noah junta as peças para descobrir quem estava ajudando o antigo assassino. Tudo muda quando um novo assassino começa um novo derramamento de sangue.

### 3.ª Temporada (2019)
O jovem Deion Elliot é um grande astro do futebol americano cujo passado trágico volta a assombrá-lo no momento mais tenso de sua vida, ameaçando seus planos e colocando-o ao lado de um improvável grupo de amigos enquanto eles tentam sobreviver a um assassino mascarado.
Willa Fitzgerald como Emma Duval, uma popular estudante do ensino médio e barista local que se torna o alvo principal do Lakewood Slasher. Na segunda temporada, ela desenvolve PTSD como resultado dos eventos da primeira temporada.
Bex Taylor-Klaus como Audrey Jensen, uma cineasta sarcástica e bicuriosa que teve um desentendimento com Emma durante a infância.
John Karna como Noah Foster, um nerd espirituoso e inteligente que tem um vasto conhecimento sobre filmes de terror. Na segunda temporada, ele dirige um podcast dedicado aos assassinatos de Lakewood.

## Produção

### Desenvolvimento
Em junho de 2012, foi relatado que a MTV estava desenvolvendo uma série de televisão baseada na série de filmes Scream. Em abril de 2013, a revista The Hollywood Reporter confirmou que a MTV deu sinal verde para o episódio piloto, com Wes Craven em negociações para dirigir. Em julho de 2013, foi relatado que Jay Beattie e Dan Dworkin entrariam oficialmente no projeto para escrever o roteiro do piloto, e, em abril de 2014, foi relatado pelo TVLine que o episódio piloto seria escrito por Jill Blotevogel. Em agosto de 2014, a série anunciou seu elenco, assim como o diretor do episódio piloto, Jamie Travis. A série foi originalmente planejada para estrear em 2014, no entanto, a estreia foi alterada para 2015.
Em 12 de abril de 2015, o primeiro trailer da série foi apresentado por Bella Thorne durante o MTV Movie & TV Awards, em 2015, onde também foi revelado que a série estrearia em 30 de junho de 2015.
Em 9 de novembro de 2015, foi anunciado que Jill Blotevogel e Jaime Paglia não atuariam mais como showrunners devido a mudanças criativas, embora Jill Blotevogel continuasse sendo consultor da série. Michael Gans e Richard Register os substituíram na segunda temporada. A data de estreia da segunda temporada foi alterada para 30 de maio de 2016. Em 14 de outubro de 2016, a MTV renovou a série para uma terceira temporada de 6 episódios, anunciando que os showrunners seriam substituídos novamente.
Em 26 de abril de 2017, a  anunciou que Queen Latifah seria produtora executiva da terceira temporada de Scream. A série será submetida a uma reinicialização com um novo elenco e Brett Matthews atuando como showrunner. Além disso, foi anunciado que Shakim Compere e Yaneley Arty também seriam creditados como produtores executivos da série pelo Flavour Unit Entertainment. Em 19 de julho de 2017, a revista The Hollywood Reporter, anunciou que a série passaria a ser uma série antológica a partir da terceira temporada. Esta informação foi confirmada pelo presidente da MTV, Chris McCarthy.
Em 18 de setembro de 2017, foi anunciado que a máscara do Ghostface da série de filmes apareceria na terceira temporada. Em 10 de outubro de 2017, Keke Palmer confirmou em uma entrevista que Roger L. Jackson, que deu voz ao Ghostface na série de filmes, retornaria na terceira temporada, substituindo Mike Vaughn, que deu voz ao assassino nas duas primeiras temporadas.
Em 28 de março de 2018, foi confirmado que Harvey Weinstein não seria mais creditado como produtor executivo na terceira temporada. Além disso, a série não incluiria a The Weinstein Company ou seu logotipo nos créditos a partir da terceira temporada, mesmo que a empresa tenha estado envolvida anteriormente na distribuição da série.
A partir da terceira temporada, a série deixou de ser exibida pela MTV e passou a ser pela VH1.

### Escolha de elenco
Em 5 de agosto de 2014, o elenco principal e recorrente foram anunciados. No entanto, Amy Forsyth desistiu de seu papel como Audrey Jensen, e foi substituída por Bex Taylor-Klaus. Em 22 de fevereiro de 2015, foi revelado que Joel Gretsch, que estava escalado para interpretar Clark Hudson, deixou o elenco quando os produtores acharam que seu personagem deveria ir por um caminho diferente; então, ele foi substituído por Jason Wiles. Em 11 de dezembro de 2014, Bella Thorne revelou que iria reencenar a famosa cena de Drew Barrymore na série de filmes original. Em 22 de abril de 2015, a atriz Amelia Rose Blaire, de True Blood, foi confirmada na série como Piper Shaw, que, pela descrição da personagem, é um papel semelhante ao de Courteney Cox nos filmes Scream.
Em 18 de junho de 2015, Bella Thorne confirmou que lhe ofereceram o papel principal de Emma Duval, mas recusou por ser a favor de um personagem menor. Ela explicou: "Eu tinha a opção de protagonizar, mas pensei que deveria escolher esse papel [Nina] por sentir que era mais icônico. Eu achei que teria uma importância maior e, além disso, eu nunca tinha sido morta em cena antes. Eu nunca fui morta em nenhum trabalho que fiz. Sempre interpretei personagens que viveram no final da história, então, foi a minha primeira morte em cena, o que é bem legal!".
Em 17 de julho de 2017, foi anunciado que Tyga e C.J. Wallace seriam membros do elenco principal na terceira temporada. Em 13 de setembro de 2017, foi anunciado que RJ Cyler, Jessica Sula, Keke Palmer, Giullian Yao Gioiello e Giorgia Whigham haviam se juntado ao elenco principal da terceira temporada junto com os membros de elenco anteriormente anunciados. Em 25 de setembro de 2017, foi anunciado que Tyler Posey havia sido escalado em um papel principal na terceira temporada. Em 16 de agosto de 2018, foi anunciado que Mary J. Blige havia sido escalada para interpretar a mãe de Deion, Sherry Elliot. Em 12 de outubro de 2018, foi anunciado que Tony Todd apareceria na terceira temporada.

### Filmagens
Nas duas primeiras temporadas, a série foi filmada em Baton Rouge, Luisiana, nos Estados Unidos. As filmagens da primeira temporada aconteceram de abril à julho de 2015. As filmagens da segunda temporada começaram em 16 de fevereiro de 2016. As filmagens da terceira temporada começaram em 18 de setembro de 2017 e terminaram em 11 de novembro de 2017, em Atlanta, Geórgia, nos Estados Unidos.

### Scream After Dark!
Scream After Dark! é um talk show apresentado por Jeffery Self que apresenta cenas de bastidores e convidados que discutem os episódios de Scream. Sua primeira exibição seguiu o primeiro episódio da segunda temporada e apresentou Willa Fitzgerald, Bex Taylor-Klaus, John Karna, Amadeus Serafini, Carlson Young e Kiana Brown, alcançando 185.000 de telespectadores. A segunda exibição seguiu o oitavo episódio e apresentou Willa Fitzgerald, Bex Taylor-Klaus, John Karna, Carlson Young, Kiana Brown, Santiago Segura e Sean Grandillo, alcançando 201.000 de telespectadores. A terceira e última exibição foi após o final da segunda temporada e apresentou Willa Fitzgerald, Bex Taylor-Klaus, John Karna, Carlson Young e Amadeus Serafini, alcançando uma média de 145.000 de telespectadores.

## Distribuição
Em 1º de outubro de 2015, toda a primeira temporada de Scream ficou disponível para transmissão instantânea na Netflix em todo o mundo, exceto nos Estados Unidos. Em 13 de maio de 2016, a primeira temporada de Scream tornou-se disponível na Netflix nos Estados Unidos. O serviço de streaming começou a transmitir a segunda temporada semanalmente em 31 de maio de 2016, com um atraso de um dia em relação à transmissão original dos Estados Unidos. Em 30 de setembro de 2016, a segunda temporada de Scream foi disponibilizada na Netflix nos Estados Unidos. A Netflix tem direitos de streaming de primeira exibição para a série no Reino Unido e na Irlanda, exibindo a série um dia após a transmissão inicial. Em 17 de julho de 2018, o The Hollywood Reporter confirmou que, no meio da aquisição dos ativos da The Weinstein Company pela Lantern Capital, um antigo acordo de produção entre a The Weinstein Company e a Netflix foi encerrado. Como resultado, a Netflix provavelmente não transmitirá a terceira temporada em sua plataforma. Em 16 de outubro de 2018, foi confirmado que a Lantern Entertainment e a Netflix resolveram uma disputa contratual com os termos do acordo não revelados ao público. Em 1 de setembro de 2019, a terceira temporada de Scream tornou-se disponível na Netflix nos Estados Unidos.

## Recepção

### Resposta da crítica
A primeira temporada de Scream recebeu uma resposta geral mista. No site agregador de resenhas Rotten Tomatoes, a primeira temporada recebeu um índice de aprovação de 52% com base em 42 comentários, com uma classificação média de 5,45/10. O consenso crítico do site diz: "Na falta de personagens ou cenários verdadeiramente atraentes, Scream é formado para negociar fortemente com a nostalgia da franquia de filmes." No Metacritic, que atribui uma classificação normalizada, a primeira temporada foi uma pontuação média ponderada de 57 em 100, com base em comentários de 21 críticos, indicando "comentários mistos ou médios".
Em uma crítica positiva, David Hinckley do New York Daily News premiou o piloto com quatro de cinco estrelas e declarou: "Felizmente, Scream mantém um senso de humor, reforçado com um diálogo rápido e autoconsciente da cultura pop". Brian Lowry, da Variety, elogiou a capacidade da série de manter o suspense "sem realmente acontecer muito durante o resto do episódio", observando o uso da música, mas expressando ceticismo se a série pudesse manter sua originalidade. Aedan Juvet da PopWrapped deu uma avaliação positiva da série e chamou-a de "um excelente exemplo de uma série de terror revolucionária". Por outro lado, David Wiegand do San Francisco Chronicle criticou a série e deu-lhe uma de quatro estrelas, criticando as atuações como "insípidas, robóticas e desinteressantes", bem como sua aparente falta de diversidade racial. Em uma crítica mista, Mark Perigard do Boston Herald deu à série um C+, dizendo: "Há alguns sustos aqui, mas enquanto a saga de filmes Scream mantinham o público pulando de medo, Scream: The TV Series corre o risco de colocar os telespectadores para dormir."
A segunda temporada recebeu críticas mais positivas, com um índice de aprovação de 92% no Rotten Tomatoes com base nas análises de 12 críticos. O consenso crítico do site diz: "Inegavelmente emocionante e perversamente afiado, Scream retorna num segundo ano com uma temporada matadora que consegue ir mais longe em seu caráter assassino."
A terceira temporada recebeu críticas mistas, com um índice de aprovação de 40% no Rotten Tomatoes com base nas críticas de 5 críticos.

## Prêmios e indicações
| Ano  | Prêmio             | Categoria                         | Indicado         | Resultado | Ref.   |
| ---- | ------------------ | --------------------------------- | ---------------- | --------- | ------ |
| 2015 | Teen Choice Awards | Escolha do Verão: Melhor Série    | Scream           | Indicado  | [ 66 ] |
| 2015 | Teen Choice Awards | Escolha do Verão: Feminino        | Willa Fitzgerald | Indicado  | [ 66 ] |
| 2015 | Teen Choice Awards | Escolha do Verão: Roubando a Cena | Bella Thorne     | Indicado  | [ 66 ] |